# 代理 (政治)
代理、临时、过渡，汉语用作现代政治术语时，通常作为词的前缀即术语的前一部分，有多种形式。指国家政权、多党执政国家临时组阁的政府，如临时政府、过渡政府，看守内阁；指临时行使国家元首权利的人如临时总统、“代”总统、“非常”总统、“監國”、「權知」國事，或直接称呼“代理国家元首”；政党制政府国家，未按照法定程序产生的临时政府的首脑，或者政府中未按法定程序产生的政府首脑；地方政权中未按照法定程序产生的最高行政长官；另外还有政党、各种机构组织没有按照宪章、章程的规定临时代理的党务、事务人员。護理、署理、兼理、兼領等詞各有意義。護理為官員暫代上司的職權，署理為官員暫代同級或下屬的職權。兼理、兼領為官員同時任另一職位，如特命全權大使同時出使多個國家，兼任一國駐數國之大使（亦稱雙重委派）。

## 临时政府
一个国家出现政权更迭时，国家的局势混乱、新的政权没有建立，这时由社会各方力量组建临时政权。汉语对这一临时组建的政权通常称为“临时政府”或“过渡政府”，对应的英语词汇为“Provisional Government”或“Interim Government”。
1912年1月，中華民國以「中華民國臨時政府」的形式於南京成立後，孫中山與黎元洪曾被推舉為「臨時大總統」，並制定《臨時約法》。2月，清帝退位。中华民国得以继承清朝，北洋政府亦获得“中国”法统。蔣中正在北伐战争成功後，將臨時政府改組為國民政府，最後在抗戰勝利後的1947年舉行制憲國民大會，才有了今日中華民國政府的根基。
1990年代末，香港主权移交與澳門政權移交期間，中华人民共和国政府在兩地分別設立「臨時立法會」，成員由當地推選委員會選舉產生。在移交後才分別選舉正式的香港立法會和澳門立法會。
2003年3月20日美军占领伊拉克推翻萨达姆·侯赛因政權以后，伊拉克国家内部各个派别争斗激烈，国内局势混乱，开始建立的伊拉克临时管理委员会和之后建立的伊拉克临时政府（或称“伊拉克过渡政府”）。在这种情况下其最高负责人可能两种身份即既是國家元首也可能是政府首腦。
而受到分離主義影響的科索沃、東帝汶、南蘇丹在獨立之前，受到聯合國的監督，而地方自治當局則在聯合國授權下實施代理政府實權，直到當地獨立公投通過為止；而東帝汶與南蘇丹在獨立之後就順利加入聯合國。
2011年成立的利比亚全国过渡委员会，於同年的內戰取得政權後，仍實施過渡政府制度，並逐步實施制憲代表選舉、國會選舉與總統大選。
国家政权稳定，通常为政治开明的国家，由于政治派别争斗激烈，此时政府出现更迭时，特别是原政府辞职而新的政府没有产生时，被授权组织的政府称为“过渡政府”，有时也被称为“临时政府”。
在内阁制国家中，执政内阁由于失去议会信任、总辞、或被弹劾、罢免等原因失去执政基础，但新的选举尚未举行、执政内阁尚未选出、任命的时期，原内阁继续任职以维持国家运作，称为“看守内阁”（caretaker government）。而在一部分的内阁制国家中，原政府出于憲政惯例在普通大选的竞选期间不可施行新的政策或新的财政支出，且不可任命出缺的重要行政职位，而只可维持既有的政府运作，因此在此期间执政内阁也称为“看守内阁”。

## 临时职位或代理职位
政府职位由于突然或临时的原因出缺，而代其行使职务者没有通过既定的程序正式继任此职位时，此代理职位称为“临时”职位或“代”职（对应的英语词汇为“acting”）。出现“临时”或“代”职职位的情况可能包括：在任期结束以外的时候发生辞职、去世、罢免或被推翻等意外去职；由于疾病、意外等情况临时无法行使职务；以及由于出国访问等情况临时无法行使职务等。由于各国制度不同，类似职位的同一种出缺情况在各国的结果也有不同，例如在一些国家总统突然去世时会由副总统立即循序接任，而一些其他国家则会由代总统代理职权，直到新总统选出或得到任命；在一些国家总理出国访问时不设代职，继续由不在国内的总理担任政府首脑，但其职权实际上由在国内的官员一部分分担，而一些其他国家则会由副总理或其他官员暂任代总理，直到总理回国。
代职经过既定程序转正，遞補頂上的过程称为“真除”，在粵語俗稱「坐正」。

### 临时国家元首
临时国家元首 （“acting head of state”），通常为“非常总统”、“临时总统”、“代总统”对应的英语词汇为“acting president ”，或直接称呼“代理国家元首” 。由于国家元首职权的重要性，各国的法律中，元首职位出缺时如果没有副职或继承人直接接任，大多规定由代职临时接任代理职务，直到新的元首按照法律规定的程序产生。
- 在总统制国家，当总统突然辞职、去世，除了国家宪法规定由副总统接任为合法“总统”以外；有的国家不设立副总统职位或宪法没有作出规定由副总统接任的情形下，被授权代理行使“国家元首”权利的人即被称为“临时总统”、“代总统”。
  - 例如：中華民國行憲後第一任總統蔣中正於當年因帶領（名義上是執政黨「中國國民黨」總裁）中華民國政府從中華民國大陸地區撤退來臺，其總統職務由時任副總統李宗仁代行總統職權，成為代總統（而在李流亡美國期間，由時任行政院院長閻錫山行使總統職權）。嚴家淦、李登輝分别以時任總統蒋中正、蒋经国於任期中過世後，依《中華民國憲法》以副總統身分繼位總統職務，成為新任總統，即「真正的總統」。
- 在君主立宪制国家，君主事先没有遇先下詔，就突然退位、禪讓或駕崩，除了宪法、法律规定由储君或備位親王直接繼位的情形除外，要求必须按照法定程序产生新的国家元首，过渡期内，被授权临时行使国家元首权利的人称为“代理国家元首”。
  - 例如：柬埔寨国王诺罗敦·西哈努克曾多次突然宣布让位，均由谢辛代理柬埔寨国家元首。君主暂时无法履行职务时（例如发生疾病、出国访问等情况）则由“監國”、“假王”、“摄政王”或类似的职位代行元首职责。
  - 例如：拉瑪九世駕崩後，太子摩訶·瓦集拉隆功等待繼位時，自稱「監國假王」。
  - 又如英格兰法律规定，君主短期无法视事时，由称为“国务参事”（Counsellor of State）的亲王会议临时代行元首职责，而君主长期无法视事时，则会任命摄政王代理元首职务。
- 在某些国家的法律制度中，国家元首出缺时，副元首未必能接任，而只能“代理国家元首”，直到下任元首按照法律规定的程序产生。
  - 例如文化大革命期间，董必武和宋庆龄在中国国家主席刘少奇被打倒后以国家副主席的名义代理中华人民共和国主席一职，董必武还担任过中华人民共和国代主席一职。由于当时中国政府无法按照宪法正常运作、全国人大等法定国家机构无法依法罢免前国家主席的职位以及选举继任的国家主席，因此副主席没有继任主席职位。
  - 例如马来西亚宪法规定，最高元首在任期内逝世或提前退位的话，副最高元首并不能够直接成为最高元首的继任者，他只可代理最高元首的工作直到新任最高元首和副最高元首继任为止。
- 在英国以外的英联邦王国，总督（实际国家元首）临时出缺时（例如总督去世、出国访问等情况），由称为“行政官”（Administrator）的官员临时代职。行政官的人选在法律中有具体规定，一般是最高法院首席法官，在澳大利亚联邦则是联邦各州州督中任职最久者。

### 临时政府首脑
临时政府首脑，对应的英语词汇为“acting head of government”，汉语的称谓通常为“代总理”、“代首相”等（acting premier、acting prime minister等）。当政府首脑出国访问或发生疾病而无法视事时，一般会由副总理、副首相等其他官员代为履职，称为“代总理”或“代首相”等。政府首脑突然去世或辞职时，有些国家的法律规定是由副总理或其他官员直接接任成为总理，但如果前任出缺与后任正式获得任命之间有相当时间的话，则临时接任者在获正式任命前也是“代总理”或“代首相”等。发生一届政府集体辞职（内阁总辞）以后，如果没有按照规定的程序（任命、选举）产生新的政府以前由临时过渡政府执政的话，此政府首脑也是“代总理”或“代首相”，例如中国国务院总理赵紫阳代理中国共产党中央委员会总书记期间、李鹏曾任中华人民共和国国务院代总理。但在多数内阁制国家中，前一届政府总辞后一般会以“看守内阁”身份留任至下届政府产生，因此其首脑是正式总理、首相（也可称为“看守总理、首相”），而不是“代总理”或“代首相”。

### 地方、部门临时行政长官
地方代理行政长官与临时政府首脑产生和任免一样。多党制国家其地方最高行政长官的产生和政府首脑基本一致，基本为通过直接选举的形式竞选产生；一党制国家实际上通过任免加法律上议会通过的形式。其临时行政长官即为“代理行政长官”，如代州长、代省长、代市长、代县长、代乡长。例如前任中華民國行政院院長賴清德在尚未接任前的職務為臺南市市長，後接受總統蔡英文之邀約，前往臺北市接任行政院院長一職。原臺南市市長一職則改由內政部依《地方制度法》派任原任臺南市政府秘書長李孟諺擔任代理市長處理市政。
部长等行政官员临时出缺时，在不区分由议员出任的政务官和由政府任命的事务官的国家和地区，一般会规定由副职官员或其他官员代职，直到下任官员按照规定程序产生，或代职官员的任命获得确认，真除转正。例如中华人民共和国国务院各个部办委的最高行政负责人，按照《中华人民共和国国务院组织法》有其程序，当出现人事变更时，未按程序受命的行政负责人即称为“代x”如“代部长”。在香港特别行政区及澳门特别行政区的基本法当中，也都设立香港特别行政区署理行政长官及澳门特别行政区署理行政长官一职。在区分由议员出任的政务官和由政府任命的事务官的议会制政体中，一般政务官（部长、大臣等）不会出现代职，发生出缺时需等候内阁或议会任命继任，而事务官一般会规定由事务官系统内的官员出任代职，直到内阁任命新官员或确认代职官员真除转正。

### 政党职务
政党的首脑出缺时，在通过政党内部竞选、补选、推选或形式上选举产生下任之前，临时受命担任政党的政治领袖（党魁）或党务负责人（主席、书记、总裁等）的，通常称为“代书记”、“代主席”、“代党魁”、“代总裁”等，如中國國民黨籍的黃敏惠，曾於時任黨主席朱立倫因2016年中華民國總統副總統及立法委員選舉失利辭去中國國民黨主席後，於同年1月18日以副主席升任代理黨主席一職，成為首位女性黨主席（代理），也同時成為中國國民黨建黨以來首位女性代理主席。另外赵紫阳在胡耀邦下台后，曾担任过中国共产党中央委员会代总书记。

### 临时职位或代理职位实例列表
| 肖像                         | 知名领袖           | 职务名称                   | 代理职务时间 | 所属国家       | 备注 |
| ---------------------------- | ------------------ | -------------------------- | --- | -------------- | --- |
|                              | 馮國璋             | 中华民国大总统             | 1917年7月6日－1918年10月10日 | 中华民国       | 1917年7月6日原中华民国大总统黎元洪通電請馮國璋代行大總統職務。1918年10月，國會舉行第二任大總統選舉，由徐世昌當選。10月，馮正式卸任。 |
|                              | 周自齊             | 中华民国大总统             | 1922年6月2日－1922年6月11日 | 中华民国       | 1922年6月2日原中华民国大总统徐世昌辞任大总统一职，國務院（時任國務總理為兼代教育總長的周自齊）攝行大總統職權。1922年6月11日，黎元洪復任大總統。 |
|                              | 高凌霨             | 中华民国大总统             | 1923年6月14日－1923年10月10日 | 中华民国       | 1923年6月14日原中华民国大总统黎元洪辞任大总统一职，國務院（時任國務總理為兼代內務總長的高凌霨）攝行大總統職權。1923年10月10日，国会舉行第三任大總統選舉，由曹錕當選。10月，高正式卸任。 |
|                              | 黃郛               | 中华民国大总统             | 1924年11月2日－1924年11月24日 | 中华民国       | 1924年11月2日原中华民国大总统曹錕辞任大总统一职，國務院（時任國務總理為兼代教育總長的黃郛）攝行大總統職權。1924年11月24日，段祺瑞就任中華民國臨時執政，公布《中華民國臨時政府制》，成立中華民國臨時政府（通稱臨時執政府）。                                                                             |
|                              | 胡惟德             | 中華民國臨時執政           | 1926年4月20日－1926年5月13日 | 中华民国       | 1926年4月20日原中華民國臨時執政段祺瑞、國務總理賈德耀双双辞职，时任外交總長的胡惟德攝行臨時執政和国务总理職權。1926年5月13日，顏惠慶重新成為國務總理，第二次顏惠慶內閣恢復，即顏惠慶攝政內閣。 |
| 中华民国国务总理             | 胡惟德             |                            | 1926年4月20日－1926年5月13日 | 中华民国       | 1926年4月20日原中華民國臨時執政段祺瑞、國務總理賈德耀双双辞职，时任外交總長的胡惟德攝行臨時執政和国务总理職權。1926年5月13日，顏惠慶重新成為國務總理，第二次顏惠慶內閣恢復，即顏惠慶攝政內閣。 |
|                              | 顏惠慶             | 中华民国大总统             | 1926年5月13日－1926年6月23日 | 中华民国       | 1926年5月13日顏惠慶重新成為国务总理，第二次顏惠慶內閣恢復，即顏惠慶攝政內閣。顏惠慶攝行大总统職權。1926年6月23日，顏惠慶攝政內閣通電辭職，由時任海軍總長杜錫珪代理國務總理，兼攝行大總統職權。 |
|                              | 杜錫珪             | 中華民國大总统             | 1926年6月23日－1926年10月1日 | 中华民国       | 1926年6月23日，顏惠慶攝政內閣通電辭職，由時任海軍總長杜錫珪代理國務總理，兼攝行大總統職權。杜於1926年10月1日辭去國務總理職務，由顧維鈞繼任，顧並兼外交總長、攝行大總統職權。 |
| 中华民国国务总理             | 杜錫珪             |                            | 1926年6月23日－1926年10月1日 | 中华民国       | 1926年6月23日，顏惠慶攝政內閣通電辭職，由時任海軍總長杜錫珪代理國務總理，兼攝行大總統職權。杜於1926年10月1日辭去國務總理職務，由顧維鈞繼任，顧並兼外交總長、攝行大總統職權。 |
|                              | 顧維鈞             | 中华民国大总统             | 1926年10月1日－1927年6月16日 | 中华民国       | 1926年10月1日代理国务总理杜錫珪辭去國務總理職務，由顧維鈞繼任，顧並兼外交總長、攝行大總統職權。1927年6月16日由於孫傳芳、張宗昌、吳俊陞及張作相等人擁護張作霖為海陸軍大元帥、另組軍政府而辭職，由胡惟德代理國務總理，兼攝行大總統職權。                                                                  |
|                              | 胡惟德             | 中華民國大总统             | 1927年6月16日－1927年6月18日 | 中华民国       | 1927年6月16日原中華民國国务总理兼攝行大總統職權的顧維鈞辞职，时任内务总长的胡惟德攝行大总统和国务总理職權。1927年6月18日，張作霖正式就任中華民國陸海軍大元帥，公布《中華民國軍政府組織令》，成立中華民國軍政府（史稱安國軍政府），由潘復組軍政府內閣，即潘復內閣。                                      |
| 中华民国国务总理             | 胡惟德             |                            | 1927年6月16日－1927年6月18日 | 中华民国       | 1927年6月16日原中華民國国务总理兼攝行大總統職權的顧維鈞辞职，时任内务总长的胡惟德攝行大总统和国务总理職權。1927年6月18日，張作霖正式就任中華民國陸海軍大元帥，公布《中華民國軍政府組織令》，成立中華民國軍政府（史稱安國軍政府），由潘復組軍政府內閣，即潘復內閣。                                      |
|                              | 林森               | 中华民国國民政府主席       | 1931年12月15日－1932年1月1日 | 中華民國       | 1931年12月原中华民国國民政府主席蒋中正宣布下野，國民黨第四屆中央執行委員會第一次全體會議選出林森為繼任人選。1931年12月28日林獲國民黨中執會正式推舉為國民政府主席，形同連任。 |
|                              | 蒋中正             | 中华民国國民政府主席       | 1943年6月1日－1943年10月10日 | 中華民國       | 因原中华民国國民政府主席林森自1943年5月中之後長期養病，國民黨中常會遂決議由時任行政院院長蔣中正於1943年6月1日起依法代理國民政府主席職務。8月1日林逝世後，國民黨中常會推舉蔣為代理國民政府主席。蔣在1943年9月舉行的中國國民黨第五屆中央執行委員會第十一次全體會議中被正式選任為國民政府主席，形同連任。  |
|                              | 李宗仁             | 中华民国总统               | 1949年1月21日－1950年2月28日 | 中華民國       | 1949年1月首任中华民国总统蒋中正宣布下野，副总统李宗仁代行元首职权。1949年11月20日－1950年2月28日由行政院院长阎锡山代行国家元首职务；1950年3月蒋中正宣布复行视事。 |
|                              | 希沙慕丁沙         | 马来亚联合邦最高元首       | 1960年4月2日－1960年4月13日 | 马来亚联合邦   | 1960年4月1日，首任马来亚联合邦最高元首阿都拉曼在任内驾崩，副最高元首希沙慕丁沙代行国家元首职权。1960年4月14日希沙慕丁沙由统治者会议遴举为新任最高元首。 |
|                              | 赛布特拉           | 马来亚联合邦最高元首       | 1960年9月2日－1960年9月20日 | 马来亚联合邦   | 1960年9月1日，马来亚联合邦最高元首希沙慕丁沙在任内驾崩，副最高元首赛布特拉代行国家元首职权。1960年9月21日赛布特拉由统治者会议遴举为新任最高元首。 |
|                              | 宋庆龄             | 中华人民共和国主席         | 1968年10月31日－1972年2月24日（共同） | 中华人民共和国 | 1968-1972年间与同为国家副主席的董必武共同代行国家主席职权。 |
|                              | 董必武             | 中华人民共和国主席         | 1968年10月31日－1972年2月24日（共同） 1972年2月24日－1975年1月17日（单独）                                                                         | 中华人民共和国 | 1972年起单独代理主席职权以“代主席”名义行主席职权；直到1975年国家主席职位被修宪废除。 |
|                              | 李鵬               | 中華人民共和國國務院總理   | 1987年11月24日－1988年4月12日 | 中华人民共和国 | 原總理趙紫陽代理總書記職務後，時任副總理李鵬出任代總理，其後全國人大正式任命李鵬為總理。 |
|                              | 希蒙·佩雷斯        | 以色列总理                 | 1977年4月22日－1977年6月21日 （非官方代理 1995年11月4日－1996年6月18日 （1995年11月4日－1995年11月22日代理）                                       | 以色列         | 希蒙·佩雷斯从事公职超过六十年，期间他曾三度短暂出任以色列总理。1977年伊扎克·拉宾辞职，佩雷斯担任代理总理，但在两个月后的大选中败给贝京。1984年至1986年与利库德集团领导人伊扎克·沙米尔的交换执政时期和1995年至1996年伊扎克·拉宾被刺后的过渡期。                                                          |
|                              | 阿末沙             | 马来西亚最高元首           | 1979年3月30日－1979年4月25日 | 马来西亚       | 1979年3月29日，马来西亚最高元首雅亚·柏特拉在任内驾崩，副最高元首阿末沙代行国家元首职权。1979年4月26日阿末沙由统治者会议遴举为新任最高元首。 |
|                              | 阮友寿             | 越南社会主义共和国主席     | 1980年3月30日－1981年7月4日 | 越南           | 1980年3月30日，原越南社会主义共和国主席孙德胜因病于任上逝世，同日，越南国家副主席阮友寿代理国家主席一职，直至1981年7月4日第七届越南国会不设国家主席一职，改为集体領導。 |
|                              | 富米·冯维希        | 老挝人民民主共和国主席     | 1986年10月31日－1991年8月15日 |                | 1986年10月31日，原老挝人民民主共和国主席苏发努冯亲王因病无法履职，老挝副总理富米·冯维希代理国家主席一职，直至1991年8月15日老挝人民革命党五大退休。 |
|                              | 林良实             | 国民阵线主席 马来西亚首相  | （非官方代理 1988年2月4日－1988年2月16日） | 马来西亚       | 在1988年2月4日法官哈伦哈欣位于吉隆坡高庭对此事做出了宣判。法庭宣判巫统（执政联盟的成员党之一）为非法组织，原因是有一些未注册的支部参与1987年巫统党选，违反1966年社团法令，因此技术上大会本身也是非法。时任首相马哈迪·莫哈末把国阵主席职位交给时任马华公会总会长林良实。林良实便受命成为非官方代理首相。 |
|                              | 弗拉基米尔·普京    | 俄罗斯联邦总统             | 1999年12月31日－2000年5月7日 | 俄羅斯         | 在1999年12月31日即将踏入2000年的数小时前，俄罗斯总统鲍里斯·叶利钦突然宣布辞去总统职务，时任总理的普京受命成为代理总统。 |
|                              | 米占·再纳·阿比丁   | 马来西亚最高元首           | 2001年11月22日－2001年12月12日 | 马来西亚       | 2001年11月21日，马来西亚最高元首沙拉胡丁·阿都阿兹沙在任内驾崩，副最高元首米占·再纳·阿比丁代行国家元首职权。2001年12月13日赛西拉祖丁由统治者会议遴举为新任最高元首。 |
|                              | 高建               | 大韩民国总统               | 2004年3月12日－2004年5月14日 | 大韓民國       | 2004年3月12日，时任总统卢武铉因韩国国会通过弹劾案遭停权，由国务总理高建代行总统职权；2004年5月14日，卢武铉因韩国宪法法院判决驳回弹劾案而复职，高建结束代理职务。 |
|                              | 阿基拉·萨拉赫·伊萨 | 利比亚国民代表大会主席     | 2014年8月5日－2016年3月30日 | 利比亞         | 2014年阿基拉·萨拉赫·伊萨在国民代表大会获得了158张中的77张支持票，当选主席，成为利比亚的代理国家元首。 |
|                              | 黄教安             | 大韩民国总统               | 2016年12月9日－2017年5月10日 | 大韓民國       | 2016年12月9日，时任总统朴槿惠因韩国国会通过弹劾案遭停权，由国务总理黄教安代行总统职权；2017年3月10日，朴槿惠因韩国宪法法院判决确认弹劾案成立而解职，黄教安继续代行总统职权。 |
|                              | 黄敏惠             | 中国国民党主席             | 2016年1月18日－2016年3月30日 | 中華民國       | 原为第二顺位中国国民党副主席，因主席朱立伦与第一副主席郝龙斌辞职，成为国民党首位女性代理党主席。 |
|                              | 邓氏玉盛           | 越南社会主义共和国主席     | 2018年9月21日－2018年10月23日 | 越南           | 2018年9月21日，原越南社会主义共和国主席陈大光因病于任上逝世，同日，越南国家副主席邓氏玉盛代理国家主席一职，直至2018年10月23日越南国会选举越南共产党中央委员会总书记阮富仲为新任国家主席。 |
|                              | 纳兹林沙           | 马来西亚最高元首           | 2019年1月7日－2019年1月30日 | 马来西亚       | 2019年1月6日，马来西亚最高元首莫哈末五世提早退位，副最高元首纳兹林沙代行国家元首职权。2019年1月31日阿都拉由统治者会议遴举为新任最高元首。 |
|                              | 马哈迪·莫哈末      | 马来西亚首相               | 2020年2月24日－2020年3月1日 | 马来西亚       | 2020年2月24日，他宣布辞任首相，并被委任为马来西亚过渡首相，同年3月1日因无法获得组阁多数而无法继续担任首相，离任时以94岁235天，成为离任时最年长的民选政府首脑。 |
|                              | 楊明州             | 高雄市市長                 | 2020年6月13日－2020年8月24日 | 中華民國       | 时任市长韩国瑜被罢免后，行政院委派代理市长。 |
|                              | 萨德尔·扎帕罗夫    | 吉尔吉斯斯坦总统           | 2020年10月15日－2020年11月14日 |                | 在他就任总理仅一日，索隆拜·熱恩別科夫便受群众压力请辞总统。由于顺位第一的国会议长拒绝继任，扎帕罗夫得以接任该位。 |
|                              | 曼努埃尔·梅里诺    | 秘鲁总统                   | 2020年11月10日－2021年7月 | 秘魯           | 秘鲁国会主席，由于秘鲁总统被弹劾，2020年11月10日起兼任秘鲁临时总统至2021年7月。 |
|                              | 慕尤丁             | 马来西亚首相               | 2021年8月16日－2021年8月21日 | 马来西亚       | 2021年8月16日，他宣布辞任首相，并被委任为马来西亚看守首相至2021年8月21日，离任时以534天（即1年169天），成为任期最短的首相。 |
|                              | 武氏映春           | 越南社会主义共和国主席     | 2023年1月18日－2023年3月2日 | 越南           | 2023年1月18日，原越南社会主义共和国主席阮春福辞职，同日，越南国家副主席武氏映春代理国家主席一职，直至2023年3月2日越南国会选举武文賞为新任国家主席。 |
| 2024年3月21日－2024年5月22日 | 武氏映春           | 越南社会主义共和国主席     | 2024年3月21日，原越南社会主义共和国主席武文賞辞职，同日，越南国家副主席武氏映春代理国家主席一职，直至2024年5月22日越南国会选举蘇林为新任国家主席。 | 越南           | |
|                              | 穆罕默德·穆赫贝尔  | 伊朗总统                   | 2024年5月19日－2024年7月28日 | 伊朗           | 2024年5月19日，伊朗时任总统易卜拉欣·莱希在一场直升机空难中罹难。同日，穆罕默德·穆赫贝尔接任代理总统。2024年7月6日，马苏德·佩泽希齐扬在新一届总统大选中获胜，并于7月28日述职成为新一任总统。 |
|                              | 苏林               | 越南共产党中央委员会总书记 | 2024年7月19日－2024年8月2日 | 越南           | 2024年7月19日，原越南共产党中央委员会总书记阮富仲因病于任上逝世，同日，越南国家主席苏林出任越共临时总书记一职，直至2024年8月3日正式当选为新一任越共中央总书记。 |
|                              | 普谭·威乍耶猜      | 泰国总理                   | 2024年8月14日－2024年8月18日 | 泰國           | 2024年8月14日，泰国原总理赛塔·他威信被泰国宪法法院解除总理职务。同日，泰国副总理兼任商务部部长普谭·威乍耶猜出任代理总理。8月18日，佩通坦·欽那瓦出任新一任泰国总理。 |
|                              | 韩悳洙             | 大韩民国总统               | 2024年12月14日－2024年12月27日 2025年3月24日－2025年5月2日                                                                                         | 大韓民國       | 2024年12月14日，时任总统尹锡悦因韩国国会通过弹劾案遭停权，由国务总理韩悳洙代行总统职权。2025年3月24日，宪法法院否决韩悳洙弹劾案，韩悳洙复职，继续代行总统职权。4月4日，尹锡悦因宪法法院判决确认弹劾案成立而解职，韩悳洙继续代行总统职权。5月1日，为参选总统而辞职，任期于2日零时正式结束。              |
|                              | 崔相穆             | 大韩民国总统               | 2024年12月27日－2025年3月24日 | 大韓民國       | 2024年12月27日，时任代总统兼国务总理韩悳洙因被韩国国会弹劾而遭停权。同日，由经济副总理崔相穆代行总统和国务总理职权。2025年3月24日，宪法法院否决弹劾案，韩悳洙复职，崔相穆结束代理。 |
| 大韩民国国务总理             | 崔相穆             |                            | 2024年12月27日－2025年3月24日 | 大韓民國       | 2024年12月27日，时任代总统兼国务总理韩悳洙因被韩国国会弹劾而遭停权。同日，由经济副总理崔相穆代行总统和国务总理职权。2025年3月24日，宪法法院否决弹劾案，韩悳洙复职，崔相穆结束代理。 |
|                              | 李周浩             | 大韩民国总统               | 2025年5月2日－2025年6月4日 | 大韓民國       | 2025年5月1日，时任代总统兼国务总理韩悳洙辞职，原定接任的经济副总理崔相穆亦于同日辞职，遂由社会副总理李周浩代行总统和国务总理职权，任期于2日零时正式开始。随着李在明当选总统和金民锡获任总理而卸任。 |
| 大韩民国国务总理             | 李周浩             | 2025年5月2日－2025年7月3日 | | 大韓民國       | 2025年5月1日，时任代总统兼国务总理韩悳洙辞职，原定接任的经济副总理崔相穆亦于同日辞职，遂由社会副总理李周浩代行总统和国务总理职权，任期于2日零时正式开始。随着李在明当选总统和金民锡获任总理而卸任。 |
|                              | 素里亚·庄龙伦吉    | 泰国总理                   | 2025年7月1日－2025年7月3日 | 泰國           | 2025年7月1日，泰国总理佩通坦·欽那瓦被泰国宪法法院暂停总理职务。同日，泰国副总理兼任交通部部长素里亚·庄龙伦吉出任代理总理。7月3日，普谭·威乍耶猜出任新一任泰国代理总理。 |
|                              | 普譚·威乍耶猜      | 泰国总理                   | 2025年7月3日－ | 泰國           | 2025年7月3日，泰国新内阁宣誓就职。同日，泰国副总理兼任内政部部长普谭·威乍耶猜出任代理总理。 |